# 堀本裕樹
堀本 裕樹（ほりもと ゆうき、1974年8月12日 - ）は、日本の俳人、文筆家。所属事務所はアドライフ。東京経済大学・二松學舍大学非常勤講師、実践女子学園生涯学習センター講師、杉並区立角川庭園・すぎなみ詩歌館講師、俳人協会幹事。俳句結社「蒼海俳句会」主宰。

## 経歴
和歌山県出身。和歌山市生まれだが、両親はともに熊野本宮の出身。中高生時代は陸上部の長距離走選手だった。和歌山県立向陽高等学校、國學院大学法学部卒業。
大学在学中に、國學院俳句（師範・鎌田東二）に入会。19歳から作句を始める。出版社勤務、コピーライターを経て角川春樹が主宰する俳句結社「河」に参加。所属中に結社賞の河新人賞、河賞、銀河賞、角川春樹賞を受賞した。3年間編集長を務めた後、2010年に独立。創作の傍らさまざまなかたちで句会やイベントを行うなど、老若男女幅広い層へ俳句の楽しさを伝えるために活動している。千野帽子、長嶋有、米光一成と句会ライブ「東京マッハ」を行う。又吉直樹に有季定型俳句の指導を担当した。2018年に俳句結社「蒼海俳句会」を立ち上げ、主宰を務める。
はじめは小説家を目指していたこともあり、同郷の中上健次や、宮本輝に影響を受けた。『本の雑誌』2013年6月発売号に宮本輝著作10冊に関する書評を執筆、2015年7月17日発売の宮本輝著『水のかたち』文庫版（集英社文庫）の解説を執筆するなど、文筆家としても活動している。

## 主な受賞歴
- 第2回北斗賞
- 第36回俳人協会新人賞（『熊野曼陀羅』）
- 第11回日本詩歌句随筆評論大賞（『富士百句で俳句入門』）
- 和歌山県文化奨励賞（2015年度）

## 著書
- 『十七音の海 俳句という詩にめぐり逢う』（カンゼン、2012年3月）帯文を池田澄子、又吉直樹、長嶋有が執筆。
  - 『俳句の図書室』（角川文庫、2017年4月）加筆・改題を経て文庫化。
- 句集『熊野曼陀羅』（文學の森、2012年9月）
- 『いるか句会へようこそ！ 恋の句を捧げる杏の物語』（駿河台出版社、2014年6月）[6]
  - 『桜木杏、俳句はじめてみました』（幻冬舎文庫、2019年12月）加筆・改題を経て文庫化。
- 『富士百句で俳句入門』（ちくまプリマー新書、2014年8月）
  - 『芸人と俳人』（集英社文庫、2018年7月）加筆を経て文庫化。
- 『春夏秋冬 雑談の達人』（プレジデント社、2016年10月）
- 『NHK俳句 ひぐらし先生、俳句おしえてください。』（NHK出版、2019年7月）
- 『散歩が楽しくなる 俳句手帳』（東京書籍、2021年8月）
- 句集『一粟』（駿河台出版社、2022年5月）
- 『猫は髭から眠るもの』（幻冬舎、2022年6月）

### 共著
- 『芸人と俳人』（又吉直樹共著、集英社、2015年5月）
- 『ねこのほそみち 春夏秋冬にゃー』（ねこまき共著、さくら舎、2016年4月）
- 『俳句でつくる小説工房』（田丸雅智共著、双葉社、2017年11月）
- 『短歌と俳句の五十番勝負』（穂村弘共著、新潮社、2018年4月）
- 『ねこもかぞく ～ほんのり俳句コミック』（ねこまき共著、さくら舎、2019年11月）
- 『短歌と俳句の五十番勝負』（新潮社文庫、2022年5月）加筆を経て文庫化。
- 『1と0と加藤シゲアキ』（KADOKAWA、2022年9月30日）競作企画「渋谷と○○」

### 監修
- 『五七五で毎日が変わる! 俳句入門』（朝日新聞出版、2020年6月）

### 映像化
- ドラマWスペシャル『あんのリリック -桜木杏、俳句はじめてみました』（原作『桜木杏、俳句はじめてみました』、主演広瀬すず、WOWOW、2021年2月）
- ドラマ『俳句先輩』（原作『春夏秋冬 雑談の達人』、主演紅ゆずる、日テレプラス・ひかりTV共同制作、2023年3月）

## 連載
- 「千堀の投句教室575」日経ビジネスAssocié（アソシエ）にコラム連載、（2012年9月号で連載終了）
- 「ササる俳句 笑う俳句」又吉直樹との不定期連載（集英社『すばる 』）、2012年10月号 -
- 「マネー五七五」（小学館『マネーポスト』）、2011年7月号 - 2014年1月号
- 「俳句と短歌の待ち合わせ 17×31」穂村弘との連載（新潮社『波』）、2013年9月号 -
- 「富士山五七五」（webちくま）、2013年12月 - [7]
- 「俳句時評」（朝日新聞朝刊）、2014年4月28日 -
- 「ねこのほそみち」（さくら舎）、2014年5月 -　2016年2月 [8]
- 「蕪村のまなざし」（世界文化社『家庭画報』）、2016年1月号 -
- 「五七五の小説工房」（双葉社『カラフル』）、2016年2月 -
- 「ねこもかぞく」（さくら舎）、2017年12月 - [9]
- 「海辺の俳人」（幻冬舎『小説幻冬』）、2018年8月 -
- 本田『ほしとんで』（監修、LINEマンガ連載、2018年4月 - 2021年8月）

## メディア出演

### テレビ
- NHK俳句（2016年度選者、第2週担当）
- NHK俳句 俳句さく咲く！（2019年度選者、第4週担当）
- NHK俳句（2022年度選者、第4週担当）

### CM
- 揖保乃糸 （兵庫県手延素麺協同組合）